# Йохан V (Насау)
Йохан V (на немски: Johann V; * 9 ноември 1455, Бреда; † 30 юли 1516, Диленбург) е от 1475 до 1516 г. граф на Насау-Диленбург, от 1504 – 1516 г. господар на Бреда и граф на Вианден.

## Живот
Той е син на граф Йохан IV фон Насау (1410 – 1475) и на графиня Мария от Лоон-Хайнсберг (1424 – 1502), дъщеря на граф Йохан II фон Юлих-Хайнсберг († 1438) и Анна фон Золмс-Браунфелс († 1433).
След смъртта на баща му през 1475 г. Енгелберт II, по-големият брат на Йохан V, става наследник на нидерландските собствености около Бреда, а Йохан става граф на Насау-Диленбург. През 1504 г. Йохан наследява също и Енгелберт.
През 1482 г. Йохан се жени за Елизабет фон Хесен-Марбург (1466 – 1523), дъщеря на ландграф Хайнрих III Хесен и съпругата му Анна от Катценелнбоген.
През 1484/1485 г. той предприема поклонение до Йерусалим. По негово желание е погребан в дрехи на монасите-босонози в манастирската църква до олтара на Свети Францискус.

## Фамилия
От брака му с Елизабет фон Хесен-Марбург той има децата:
- Хайнрих III (1483 – 1538), наследник на Бреда
- Йохан (1484 – 1504)
- Ернст (1486 – 1486)
- Вилхелм Богатия (1487 – 1559), наследник на Диленбург
- Елизабет (1488 – 1559), ∞ граф Йохан III фон Вид († 1533)
- Мария (1491 – 1547), ∞ Йобст I фон Шаумбург (1483 – 1531)